# Mahfúd Massís
Mahfúd Massís cuyo nombre real era Antonio Massís (Iquique, Chile, 1916 — Caracas, Venezuela, 9 de abril de 1990) fue un poeta y escritor chileno, de origen palestino. Fue yerno de Pablo de Rokha, otro poeta importante en la historia literaria de Chile.

## Biografía
Mahfúd Massís nació en Iquique en 1916. De origen palestino, su poesía evidencia elementos de la cultura latinoamericana y árabe, lo que lo convirtió en uno de los poetas más innovadores de las letras chilenas durante el siglo XX.
Para parte de la crítica nacional, que consideró solo la variable etaria, Mahfúd Massís pertenece a la Generación Literaria de 1938. Sin embargo, su propuesta poética solo coincide con ésta en el interés por la temática social. Sus versos levantaron el espíritu revolucionario de la época, mezclado con tópicos bíblicos, donde la maldición, la pesadumbre y el castigo juegan un rol fundamental. El crítico Naín Nómez se refiere a la obra de Massís: "Su obra poética se desarrolla desde una raigambre existencial que privilegia temas relacionados con la muerte, el horror y la angustia, a partir de imágenes y símbolos que aluden a la oscuridad y lo demoniaco. Vinculado a una clara estirpe simbolista, sus metáforas se remontan a los pensadores presocráticos, al Libro de los muertos y a la voz profética de poetas mesiánicos como Dante, Hölderlin, Poe, Rimbaud y Kafka. Retornan también en su obra, los orígenes orientales, palestinos y libaneses, reproducidos en la violencia de las imágenes, la profusión de seres milenarios que atraviesan sus poemas y las reminiscencias ditirámbicasde su verbo. La muerte es el eje del tono angustioso de sus textos".
En 1942 publicó Las bestias del duelo y Ojo de tormenta. A éstas le siguieron Los sueños de Caín (Cuentos, 1953), con el que obtuvo el Premio Renovación de Ministerio de Educación Pública de Chile; ese mismo año recibió el Premio de la Sociedad de Escritores de Chile por su ensayo Walt Whitman, el visionario de Long Island; Elegía bajo la tierra (1955); Sonatas del gallo negro (1958); El libro de los astros apagados (1965), que obtuvo el Premio Alerce en 1964; Las leyendas del Cristo negro (1967); Testamento sobre la piedra (1971); Llanto del exiliado (1986); Este modo de morir (1988); Antología: poemas (1942-1988) (1990) y Papeles quemados (2001), publicado póstumamente.
Su producción literaria abarcó, fundamentalmente, la poesía y el ensayo crítico. Pero su constante labor por la cultura nacional lo llevó a ser director de la revista Polémica, presidente de la Sociedad de Escritores de Chile, presidente del Instituto Árabe en Chile y agregado cultural de Chile en Venezuela (1970).
Mahfúd Massís fue esposo de la pintora Lukó de Rokha, hija del poeta Pablo de Rokha.
Después del golpe de Estado de 1973, Mahfúd Massís fue informado de que había sido exonerado de su cargo y que tenía prohibición de volver a ingresar al país, por ello permaneció en Venezuela. Desde este país desarrolló una importante labor masificando la creación artística nacional y denunciando la situación que vivieron miles de chilenos en ese período.
Después de una vida dedicada a la escritura en sus diversos géneros, Mahfúd Massís falleció el 9 de abril de 1990 en Caracas, Venezuela, su patria adoptiva.

## Obras
- Las Bestias del Duelo (Poesía, 1942)
- Ojo de Tormenta (Poesía, 1942)
- Los sueños de Caín (Cuentos, 1953)
- Walt Whitman, el visionario de Long Island (Ensayo, 1953)
- Elegía bajo tierra (Poesía, 1955)
- Sonatas del gallo negro (Poesía, 1958)
- El libro de los astros apagados (Poesía, 1965)
- Las leyendas del Cristo Negro (Poesía, 1967)
- Testamento sobre la piedra (Poesía, 1971)
- Llanto del Exiliado (Poesía, 1986)
- Antología: poemas (1942-1988) (Poesía, 1990)
- Papeles Quemados (Poesía, 2001) Póstumo

### En antologías
- 13 poetas chilenos (Poesía, 1948)